# Palaeophonus
Palaeophonus is een monotypisch geslacht van uitgestorven spinachtigen. Dit geslacht is bekend in het fossielenbestand van het Siluur tot het Carboon (leeftijdscategorie: 428,2 tot 314,6 miljoen jaar geleden). Fossielen zijn gevonden in Europa, de Verenigde Staten en Canada.

## Beschrijving
Palaeophonus was vrijwel identiek aan moderne schorpioenen, die zich kenmerkte door korte, brede aanhangsels. Het groeide tot een lengte van 64 – 89 millimeter (2,5 - 3,5 millimeter). Deze dieren hadden geen ogen en waren daarom blind. Tot enkele decennia geleden werd Palaeophonus, net als veel andere schorpioenen van het Siluur, beschouwd als een van de eerste dieren die het land hebben veroverd. In feite heeft een nader onderzoek van de fossielen vastgesteld dat deze dieren goed ontwikkelde kieuwen bezitten, zeer vergelijkbaar met die van hedendaagse eurypteriden (zeeschorpioenen). Palaeophonus en zijn familieleden waren waarschijnlijk waterschorpioenen, die in de estuaria leefden om op kleine prooien te jagen. In elk geval bereikten deze dieren hoogstwaarschijnlijk het vasteland van tijd tot tijd en zouden ze hebben gejaagd op kleine wezens die ernaast leefden, waaronder primitieve springstaarten en duizendpoten. Het dier had acht poten.

## Soorten
- †P. arctus Matthew 1894
- †P. lightbodyi Kjellesvig-Waering 1954
- †P. nuncius Thorell and Lindström 1884
- †P. osborni Whitfield 1885